# موزه ویکتوریا و آلبرت
موزهٔ ویکتوریا و آلبرت (به صورت مختصر V & A وی اِی) در لندن، انگلستان از برترین موزه‌های جهان به جهت داشتن ذخائر غنی آثار هنری و بزرگ‌ترین موزهٔ جهان از نظر هنرهای تزئینی است. این موزه که مسکن دائمی مجموعهٔ بیش از ۴٫۵ میلیون اشیاء گوناگون است، در سال ۱۸۵۲ تأسیس گردید و به نام ملکه ویکتوریا و پرنس آلبرت که در جوانی درگذشت نام‌گذاری شد. این موزه در منطقهٔ برامپتون لندن از شهرک سلطنتی کنزینگتون و چلسی واقع شده است. این موزه از نهادهای عمدهٔ فرهنگی است. خدمات این موزه عبارتند از: موزهٔ تاریخ طبیعی، موزهٔ علوم و رویال آلبرت هال. موزهٔ ویکتوریا و آلبرت یک نهاد دولتی غیر دپارتمان است که با حمایت «وزارت فرهنگ، رسانه و ورزش» گردانیده می‌شود. مانند سایر موزه‌های ملی بریتانیا، بازدید و ورود به این موزه از سال ۲۰۰۱ به صورت رایگان بوده است.
موزهٔ ویکتوریا و آلبرت مساحتی برابر ۵٫۱ هکتار را پوشش می‌دهد و دارای ۱۴۵ گالری است. گسترهٔ مجموعه‌های آن از ۵۰۰۰ سال آثار هنری، از دوران باستان تا به امروز، از فرهنگ‌های اروپا، شمال آمریکا، آسیا و شمال آفریقا.

## کلکسیون

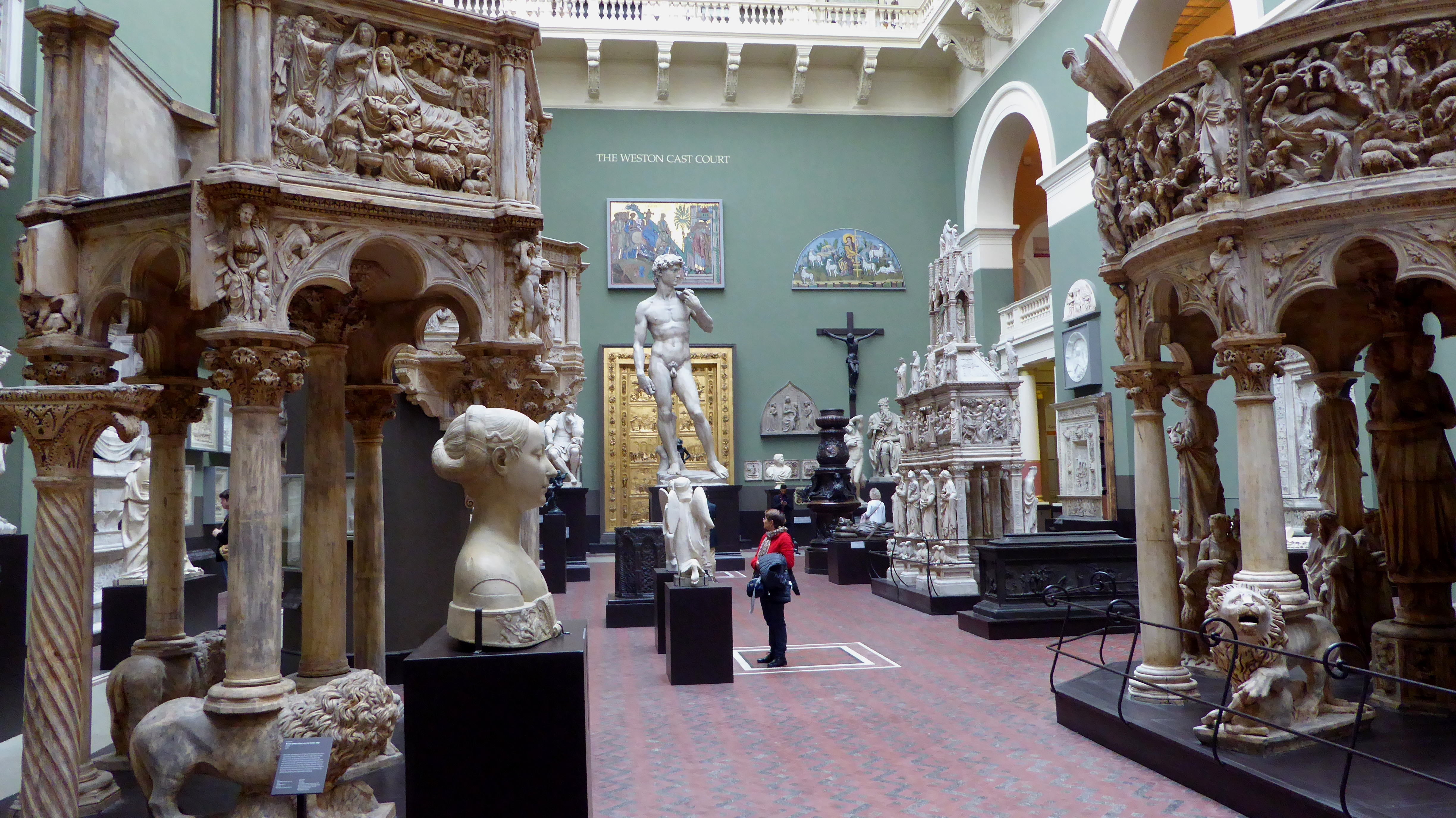
موزه ویکتوریا و آلبرت

از آثار جمع‌آوری شده در موزه ویکتوریا و آلبرت می‌توان به قالی اردبیل و گنجینه آمودریا اشاره کرد.

## نگارخانه

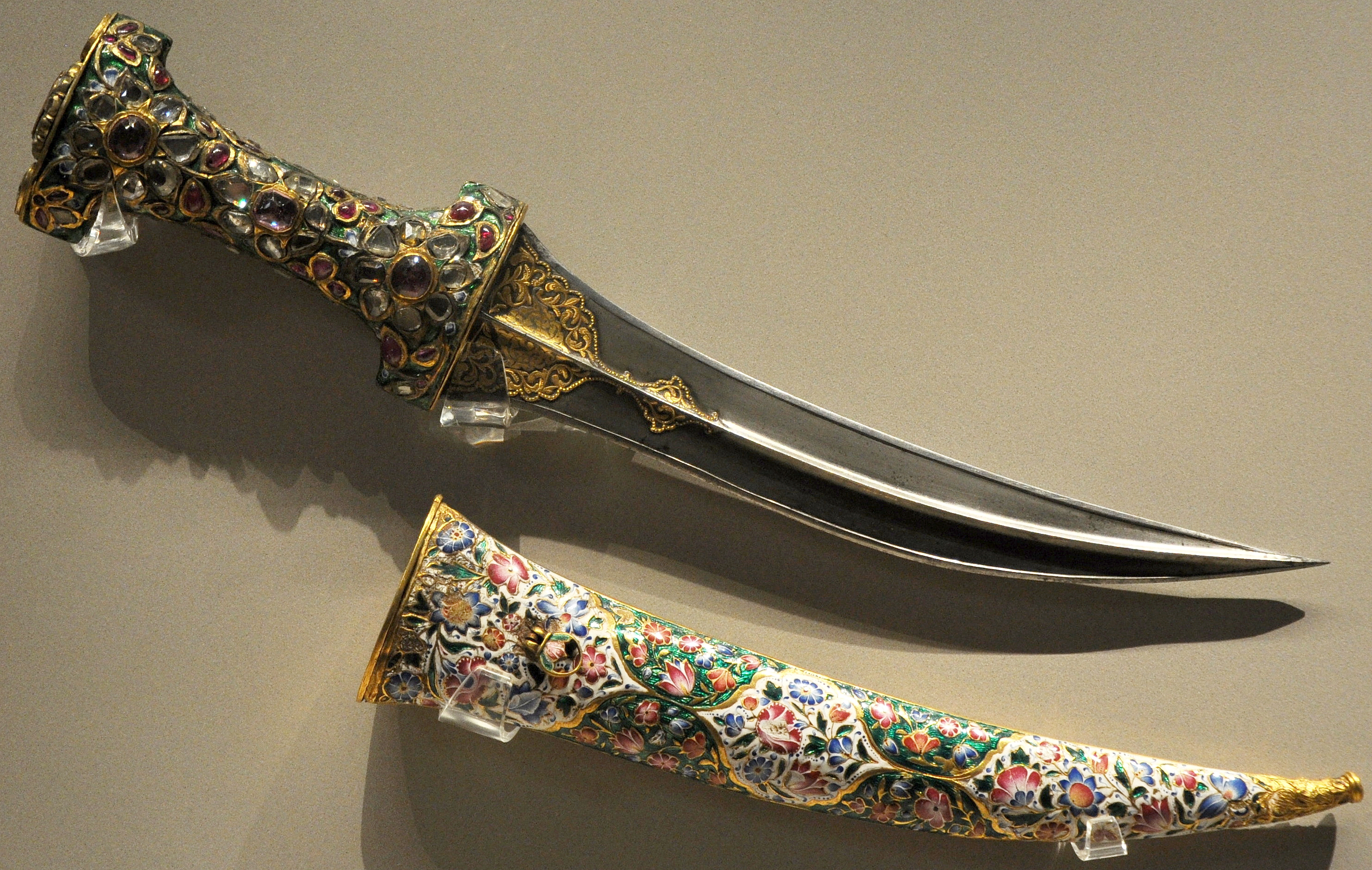
خنجر جواهرنشان فتحعلی‌شاه قاجار
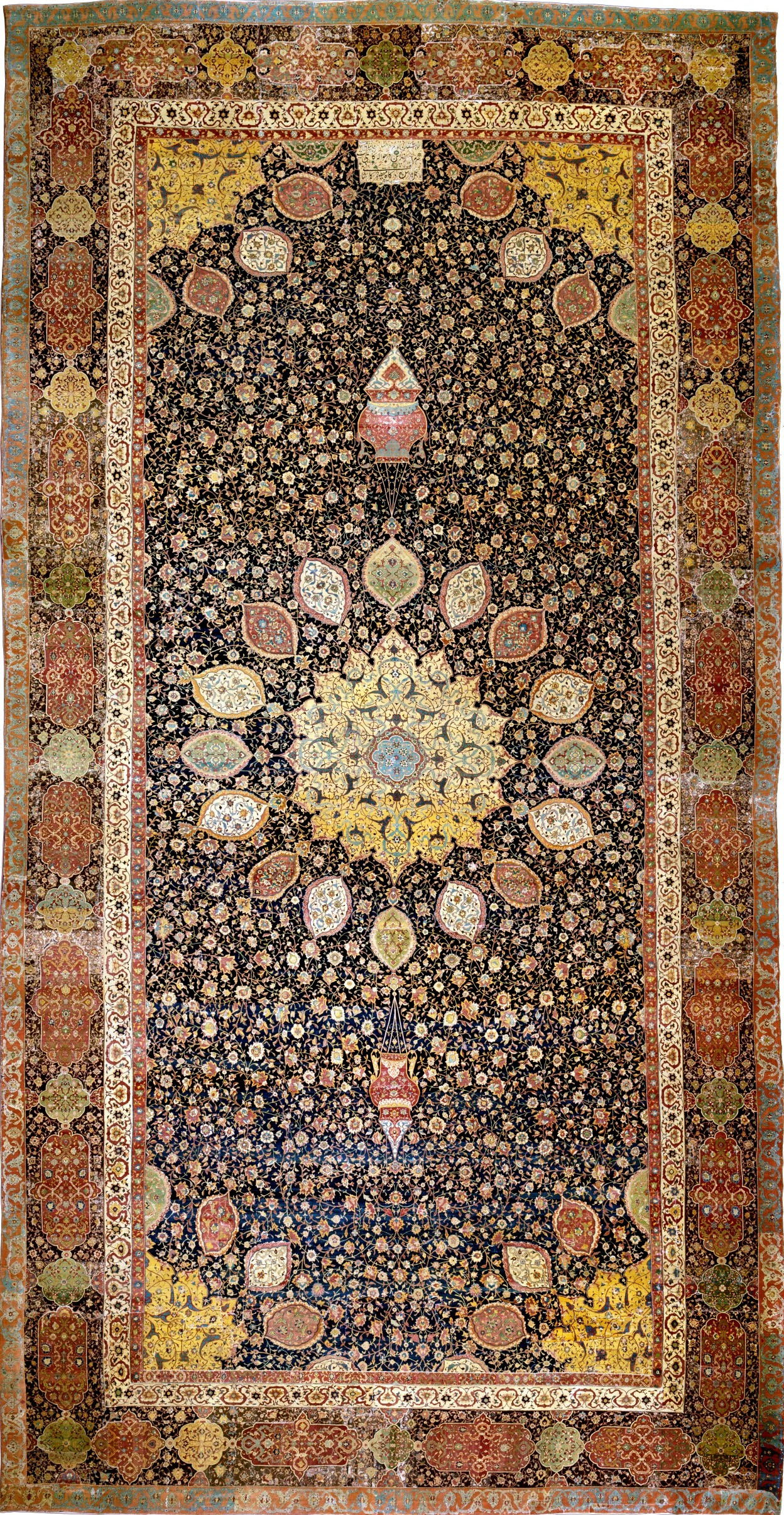
قالی اردبیل
قالی درخش
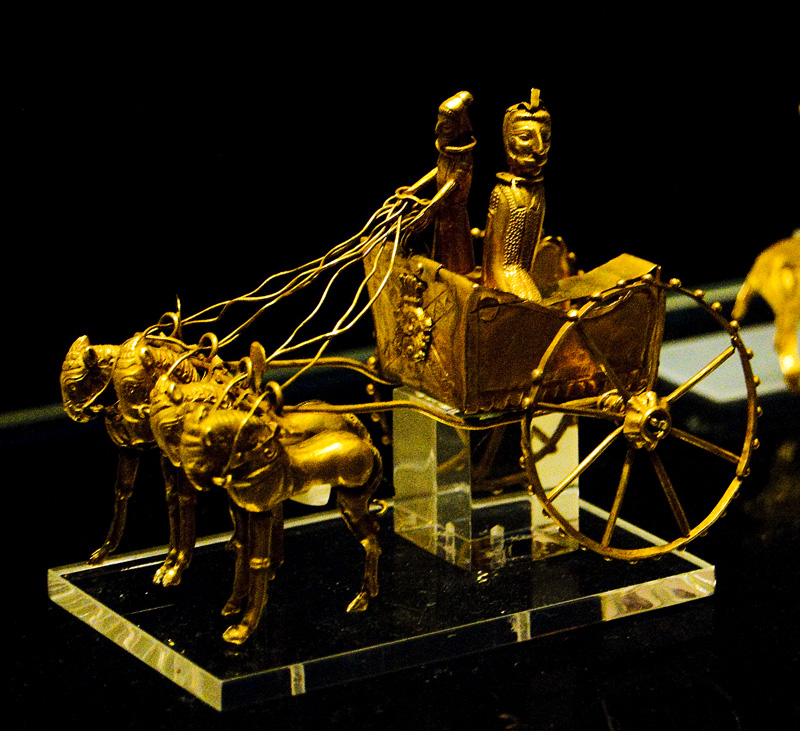
گنجینه آمودریا
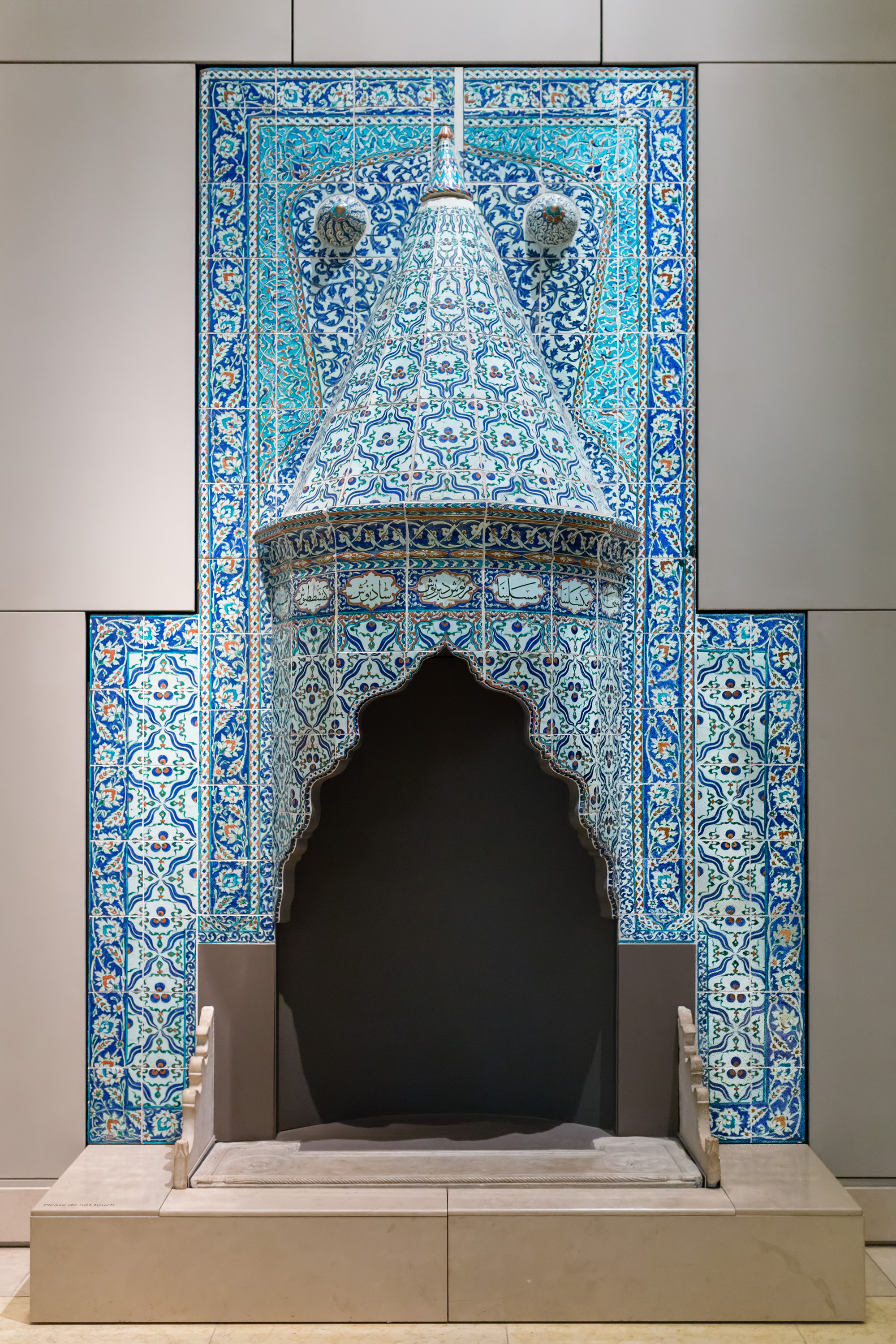
محراب مسجد نور عثمانیه
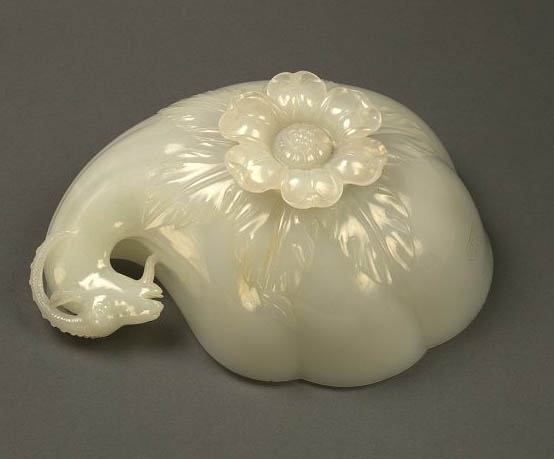
جام شراب شاه‌جهان
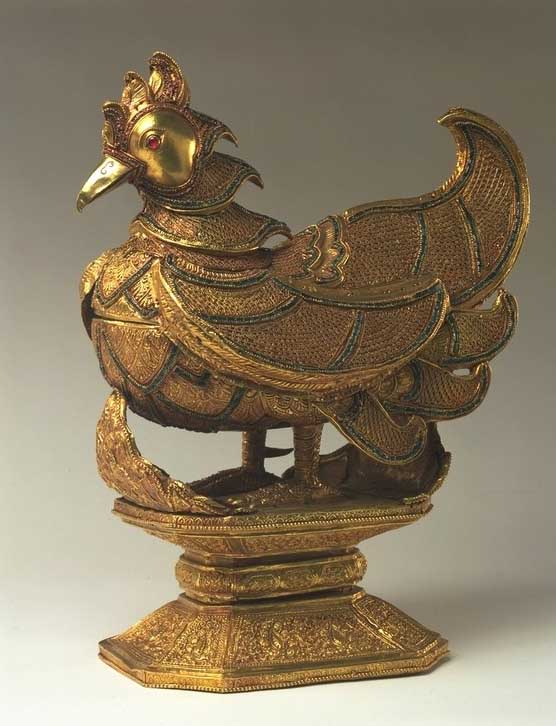
پرنده جواهرنشان برمه
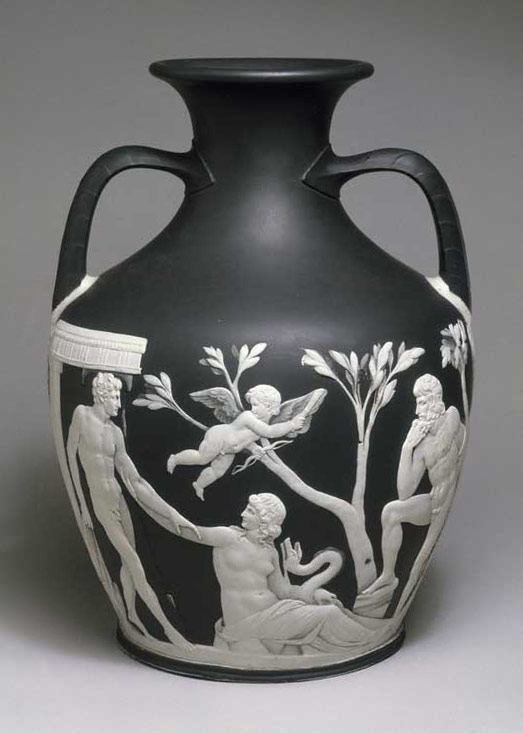
گلدان پورتلند
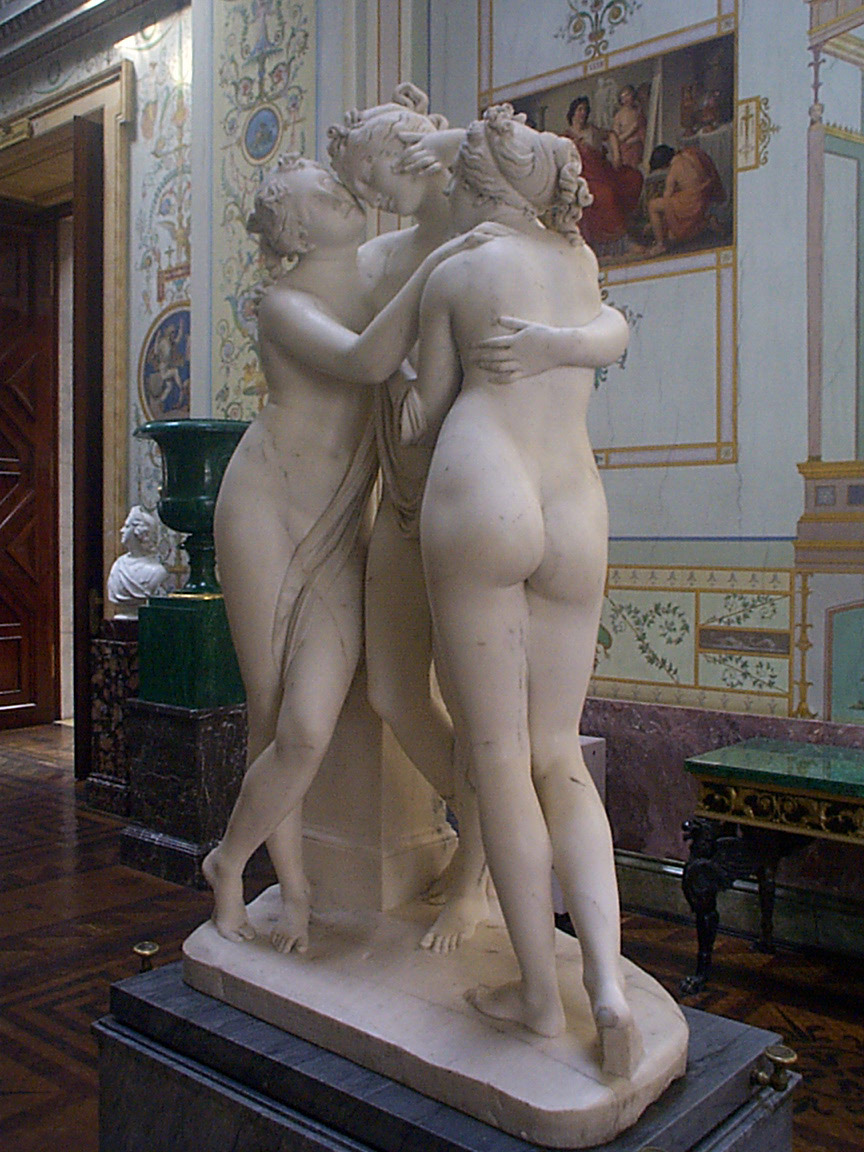
سه خاریتس اثر آنتونیو کانووا
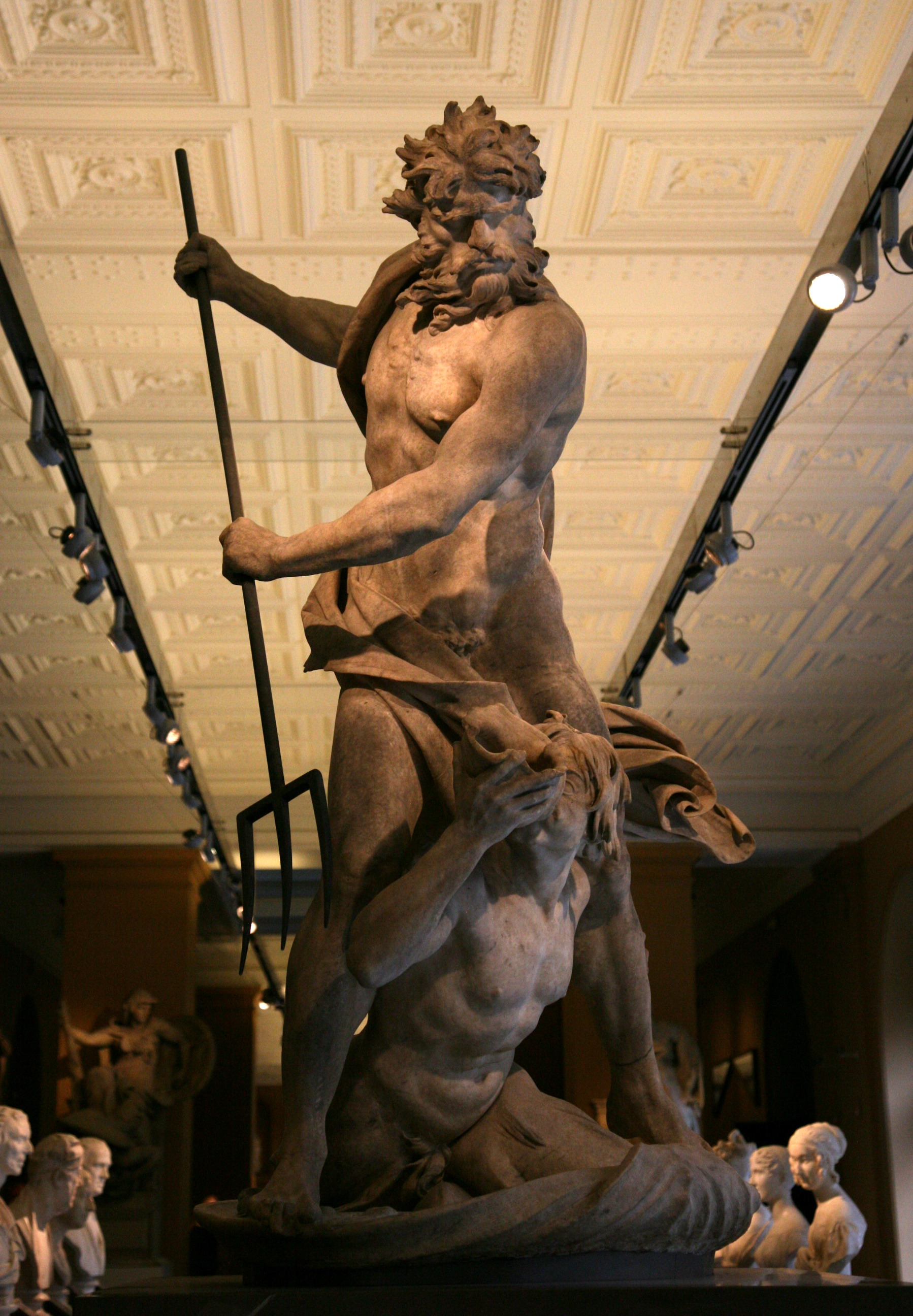
تندیس مرمرین سربریدن شمشون اثر جیان لورنزو برنینی
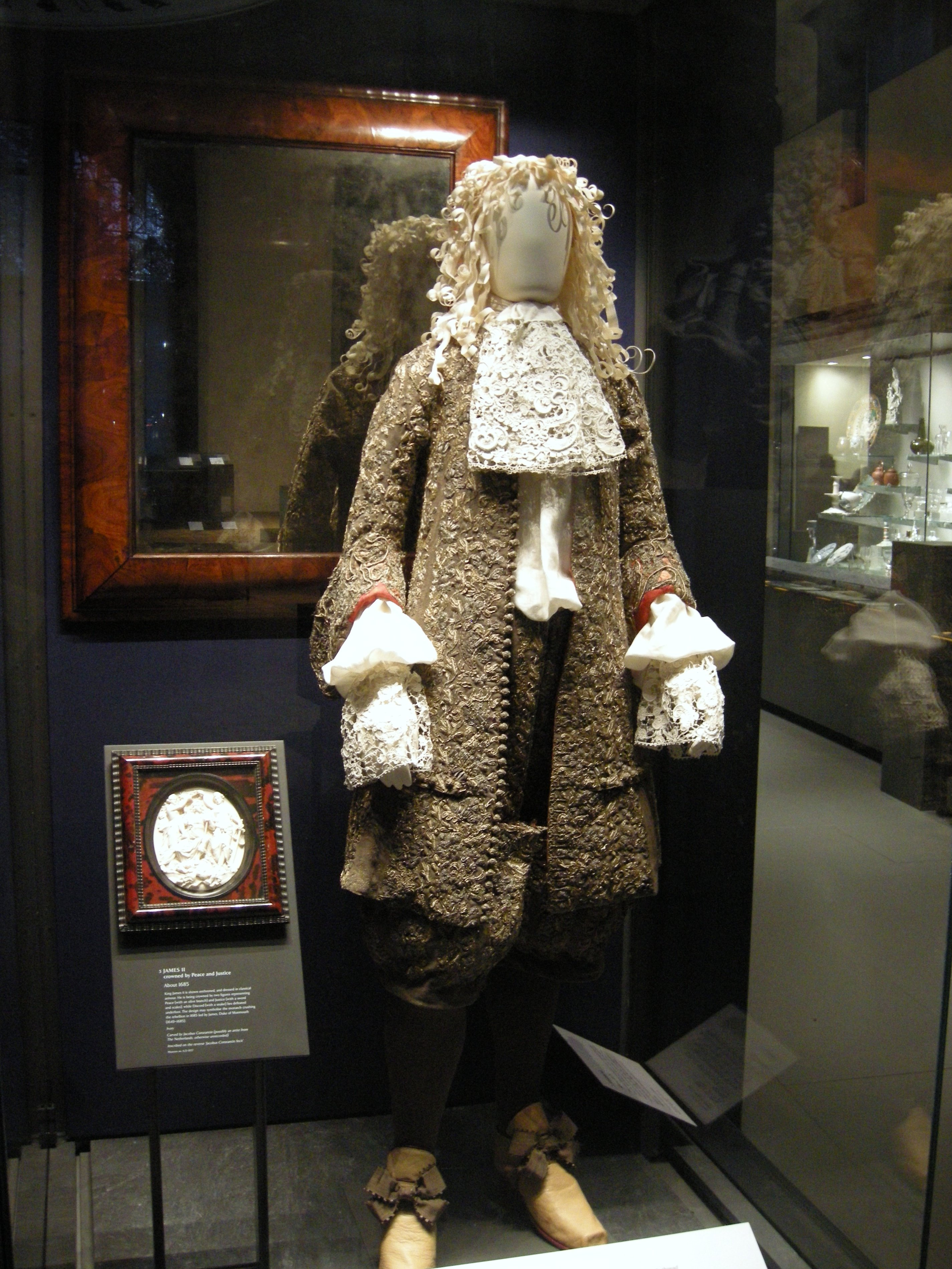
لباس دامادی جیمز دوم
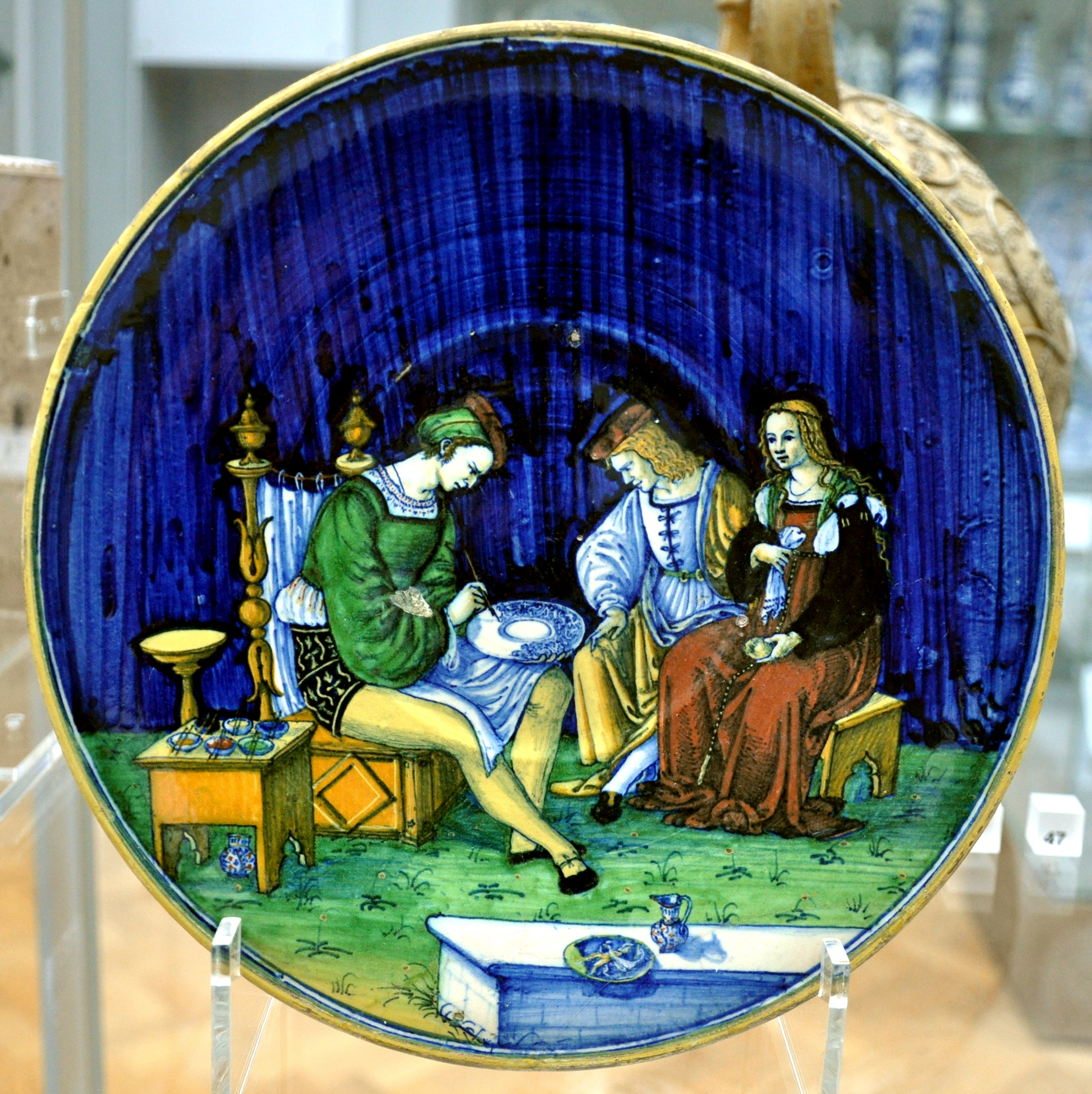
بشقاب تزئینی مایولیکا، به حدود سال ۱۵۱۰ میلادی، متعلق به دوران رنسانس ایتالیا
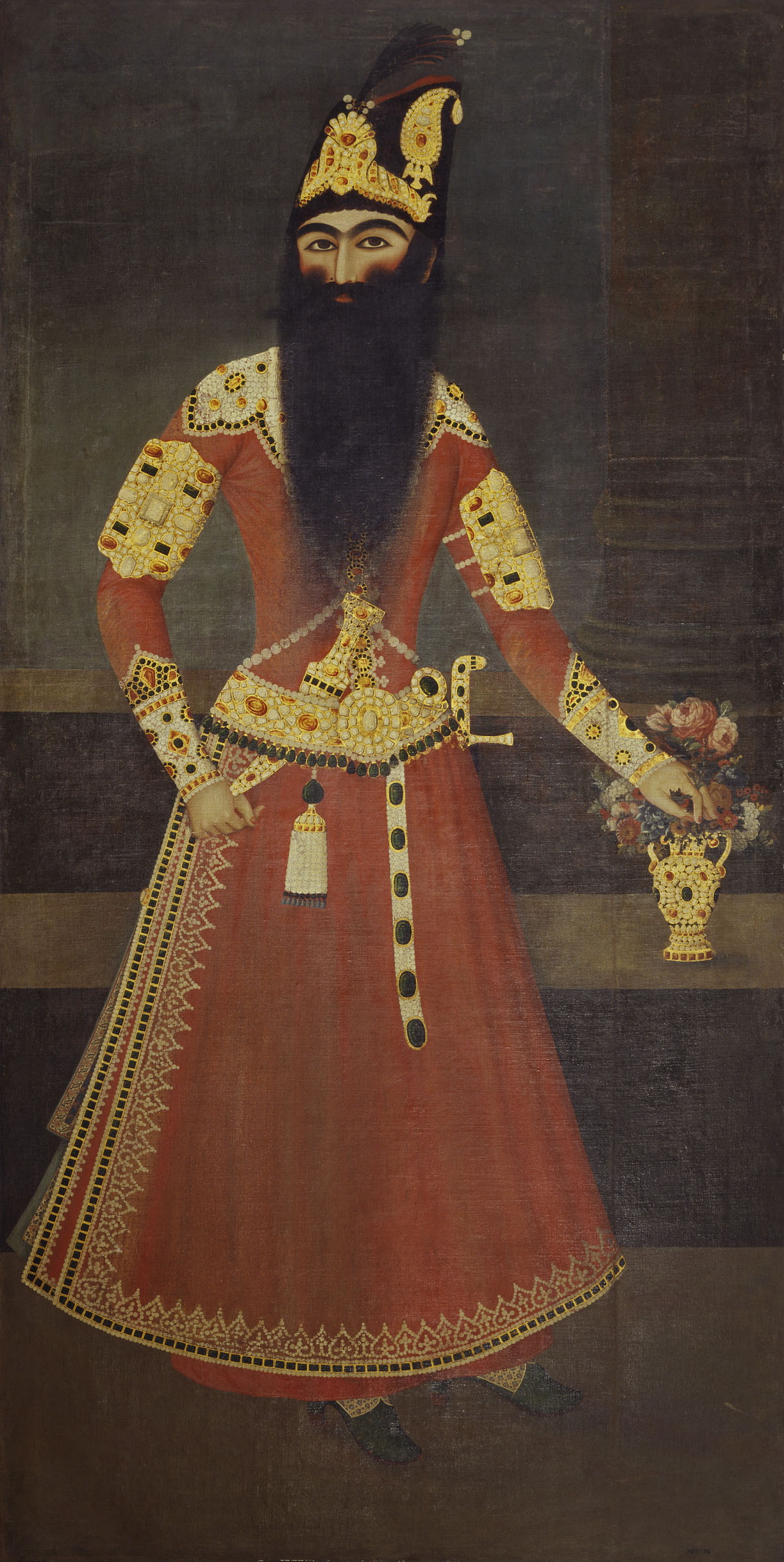
نگاره فتحعلی شاه قاجار